# If You Wear That Velvet Dress
If You Wear That Velvet Dress – piosenka rockowej grupy U2, pochodząca z jej wydanego w 1997 roku albumu, Pop. Oryginalnie pochodziła ona z sesji nagraniowych albumu Zooropa, jednak nie została wydana na tej płycie. 
Podczas sesji nagraniowych Pop, grupa postanowiła, iż piosenka nie zostanie wydana na tym albumie, tylko znajdzie się jako B-side na singlu "Discothèque". Dopiero na kilka dni przed ukazaniem się singla, Adam Clayton oraz producent Howie B uznali, że "If You Wear That Velvet Dress" może być ostatecznie wydana na albumie.
Piosenka była grana niemal podczas wszystkich koncertów trasy PopMart Tour. Wykonanie na żywo "If You Wear That Velvet Dress" można zobaczyć na wideo Popmart: Live from Mexico City. W 2002 roku, została wydana w wersji lounge music, w wykonaniu Bono i Joolsa Hollanda.